# José Gregorio Ruiz
José Gregorio Ruiz, (Tucupido, Guárico,  de agosto de 1957) es un político venezolano, exalcalde del Municipio San Diego, siendo electo dos veces, la primera el 4 de enero de 1996, y la segunda en el 2000, siendo electo con el 30,99.

## Carrera política

### Candidato a gobernador de Carabobo
Para las elecciones regionales de 2004 se postuló a la gobernación de Carabobo, con el partido SEGUIMOS, donde no resultó elegido obteniendo solo un 0,721%, donde Acosta Carlez resultó ganador con el 51,259% de los votos. Al no presentar su candidatura nuevamente en San Diego por las elecciones de gobernador, su candidato Vladimir González no resultó elegido en dicho municipio, donde ganó Vicencio Scarano del partido social cristiano Copei.

### Postulación a alcalde
Se postuló a alcalde de San Diego en las municipales de 2013, donde no resultó elegido, perdiendo con el 5,86% ante Vicencio Scarano de Cuentas Claras que obtuvo el 75,24% de los votos,y el candidato oficialista Rigoberto Oropeza sacó un 18,01%. En 2017 Inscribió nuevamente su candidatura por el partido SEGUIMOS y COPEI, donde no resultó elegido obteniendo el 14,84% ante León Jurado que resultó elegido.

## Gestión como alcalde
Como alcalde realizó notables obras en el municipios tales como:
- Avenida principal Don Julio Centeno.
- Parque metropolitano de San Diego (1° y 2° etapa).
- Boulevard Margarita Centeno.
- Restauración total de la Plaza de San Diego y de la iglesia.
- Aporte en la construcción del C.C Fin de Siglo.

## Órdenes de arresto
El día 18 de mayo de 1996 recibió orden de arresto diciplinario impuesta por la juez del Municipio Valencia en competencia Civil, Dra. Rosa Graciela Ojeda, por desacato de autoridad. Luego de que familiares, amigos, funcionarios de la Policía de San Diego y algunos integrantes de su tolda política (AD), lo acompañaron hasta las puertas del comando, entonando las estrofas del Himno Nacional, una gran confusión reinó en la entrada de la institución, cuando repentinamente el alcalde apareció esposado en la reja principal, hecho que enardeció los ánimos de los asistentes, quienes arremetieron contra los agentes de la policía del estado, los cuales tuvieron que utilizar las medidas de seguridad para controlar la situación, que en momentos se tornó violenta.
Durante las protestas antigubernamentales de 2017, el 26 de junio del mismo año, tras participar y colaborar en dichas protestas, el TSJ, dictó orden de captura contra el. Después se le retiro la orden tras inscribirse en las elecciones municipales del 10 de diciembre.